# Лановой, Владимир Тимофеевич
Влади́мир Тимофе́евич Ланово́й (укр. Володимир Тимофійович Лановий; род. 17 июня 1952, Киев) — советский и украинский экономист и политик.
Доктор экономических наук (1994). Автор более 200 научных работ.

## Биография
Родился 17 июня 1952 года в Киеве.
Окончил с отличием Киевский институт народного хозяйства, где учился в 1969—1973 годах, по специальности «планирование экономики», квалификация «экономист промышленности». После службы в армии работал сначала инженером, потом старшим инженером, а впоследствии начальником лаборатории в НПО «Кристалл» по 1986 г. Будучи уже старшим научным сотрудником вышеуказанного НПО, перешёл на работу в Академию наук УССР. Кандидат экономических наук (1980). В 1986—1991 годах — старший научный сотрудник, заведующий отделом Института экономики АН УССР. В 1991 году Владимир Лановой был избран президентом Центра рыночных реформ (пребывал на этой должности до 1994). В том же году он был назначен министром по вопросам собственности и предпринимательства. В 1992 году Владимир Лановой перешёл на должность вице-премьера. Одновременно он также занимал пост министра экономики. В конце 1992 года Владимир Лановой был отставлен от своих должностей в правительстве. В 1992—1994 годах вместе с Петром Яковенко создал Клуб экспертов Фонда Ф. Эберта (Германия).
27 марта 1994 года баллотировался на пост депутата Верховной Рады Украины от Русановского (№ 17) избирательного округа как независимый кандидат. Он одержал победу и прошёл в парламент.
26 июня того же года Владимир Лановой участвовал в первом туре президентских выборов. На них он занял четвёртое место из семи, набрав 9,55 % (2 483 986 голосов). Несмотря на поражение на выборах, Владимиру Лановому удалось вернуться в большую политику. С 1996 по 1999 год он был советником президента Украины по вопросам экономической политики, а с 1997 по 1998 год исполнял обязанности председателя фонда госимущества. В течение 1997—1999 годов Владимир Лановой являлся членом комиссии по вопросам аграрной и земельной реформы при президенте Украины. В течение следующих трёх лет (до 2001) он был членом высшего экономического совета при президенте Украины. В 2000—2002 годах Владимир Лановой занимал должность постоянного представителя президента Украины в Кабинете министров Украины.
29 марта 1998 года Владимир Лановой баллотировался на пост депутата Верховной Рады Украины от избирательного округа № 216 как независимый кандидат. Он занял лишь второе место (15,96 % голосов) и в парламент не прошёл.
31 марта 2002 года Владимир Лановой баллотировался на пост депутата Верховной Рады Украины от избирательного округа № 149 как независимый кандидат. Он занял лишь третье место (10,38 % голосов) и опять не прошёл в парламент.
С 17 марта 2005 по 16 мая 2006 года Владимир Лановой был постоянным представителем президента Украины в Кабинете министров Украины. Кроме того, с 17 марта 2005 по 10 октября 2006 года он являлся советником президента.
26 марта 2006 года Владимир Лановой участвовал в парламентских выборах под номером 39 предвыборного списка «Нашей Украины» и стал во второй раз депутатом Верховной рады Украины. Именно его избрание в парламент послужило причиной его увольнения с поста представителя президента в кабмине.
С 2007 года президент Центра рыночных реформ.
16 апреля 2007 года стал членом партии «Наша Украина».
8 июня 2007 года был лишён статуса народного депутата по собственной просьбе.
На внеочередных выборах в парламент в 2007 году баллотировался под № 84 списка блока партий «Наша Украины — Народная Самооборона». В парламент прошли, однако, только кандидаты этой политической силы от номера 1 до номера 72 включительно.
В 2008 году был избран в Киевсовет по списку Блока Николая Катеринчука.
С 5 июня 2012 года народный депутат Украины, избран по списку блока «Наша Украина — Народная самооборона» в связи с досрочным прекращением полномочий скончавшегося народного депутата фракции «НУ-НС» Владимира Поляченко. В связи с избранием народным депутатом были досрочно прекращены его депутатские полномочия в Киевсовете.
По собственному заявлению в августе 2012 года, состоял в партии Виталия Кличко УДАР, однако обиделся на лидера партии и однопартийцев за то, что к выборам-2012 его не включили в партийный список.
В 2012 году являлся кандидатом в народные депутаты по одномандатному избирательному округу № 217 Оболонского района г. Киева.
На внеочередных выборах в Верховную Раду 2019 года, выдвигался в первой пятёрке кандидатов в депутаты от партии «Движение новых сил».
Жена Валентина, сыновья Дмитрий (1976 г. р.) и Владимир (1987 г. р.).

## Взгляды
Считает, что без предпринимательства «нет развития, нет пользы, нет роста благосостояния, нет общественного прогресса. Потому что предприниматели создают потребительские ценности, придают экономике динамику, обновляют старое и дают ход новому качеству». По его мнению: «Там, где нет частной собственности и предпринимательства — есть загнивание и застой». Он считает, что «обогащение, а не идеи развития того или другого производства», однако «у нас культивируется образ предпринимателя, как мошенника, злоумышленника, цель которого — самообогащение».